# Finn Cole
Finlay Lewis J. Cole (London, 1995. november 9.–) angol színész.
Legismertebb szerepe Michael Gray volt a BBC-n sugárzott Birmingham bandája című sorozatban, 2014 és 2022 között. 2016-tól 2022-ig az Animal Kingdomban játszotta Joshua "J" Cody-t.

## Élete és pályafutása
Finn öt testvére közül a negyedik legfiatalabb. Legidősebb testvére, Joe Cole szintén színész lett, a Birmingham bandája című sorozatban szerepeltek együtt.
Cole már gyerekkorában is hajón akart dolgozni, mint az apja. Idősebb bátyja, Joe segített Finn-nek eljutni az első színészi meghallgatásra. 2015-ben Finn Eric Birling szerepében tűnt fel a Váratlan vendég című BBC One-adaptációjában.

## Filmográfia

### Film
| Év   | Magyar cím         | Eredeti cím            | Szerep         | Magyar hang   |
| ---- | ------------------ | ---------------------- | -------------- | ------------- |
| 2012 |                    | Offender               | lázadó fiú     |               |
| 2018 | Mészárszék rulez   | Slaughterhouse Rulez   | Don Wallace    | Kenéz Ágoston |
| 2019 | A vágyak földjén   | Dreamland              | Eugene Evans   | Kenéz Ágoston |
| 2020 | Ezek a fiatalok    | Here Are the Young Men | Kearney        | Czető Roland  |
| 2021 | Halálos iramban 9. | F9                     | Jakob fiatalon | László Gáspár |
| 2023 | Bezártság          | Locked In              | Jamie          | Kenéz Ágoston |

### Televízió
| Év        | Magyar cím         | Eredeti cím        | Szerep          | Megjegyzések                                |
| --------- | ------------------ | ------------------ | --------------- | ------------------------------------------- |
| 2014–2022 | Birmingham bandája | Peaky Blinders     | Michael Gray    | főszereplő                                  |
| 2015      | Váratlan vendég    | An Inspector Calls | Eric Birling    | - tévéfilm - magyar hangja: - Szántó Balázs |
| 2015      |                    | Lewis              | Ollie Tedman    | 2 epizód                                    |
| 2016–2022 | Animal Kingdom     | Animal Kingdom     | Joshua "J" Cody | főszereplő                                  |

## Fordítás
- Ez a szócikk részben vagy egészben  a   Finn Cole című angol Wikipédia-szócikk fordításán alapul.  Az eredeti cikk szerkesztőit annak laptörténete sorolja fel. Ez a jelzés csupán a megfogalmazás eredetét és a szerzői jogokat jelzi, nem szolgál a cikkben szereplő információk forrásmegjelöléseként.